# Dzikowizna (Barwałd Średni)
Dzikowizna – część wsi Barwałd Średni w Polsce, położona w województwie małopolskim, w powiecie wadowickim, w gminie Kalwaria Zebrzydowska.
W latach 1975–1998 Dzikowizna położona była w województwie bielskim.